# Pristimantis yuruaniensis
Pristimantis yuruaniensis é uma espécie de anfíbio caudado da família Strabomantidae. Está presente na Venezuela. A UICN classificou-a como pouco preocupante.